# Helmuth Horvath
Helmuth Horvath (* 14. Mai 1941 in Wien; † 25. Oktober 2022 ebenda) war ein österreichischer Physiker und Professor für Experimentalphysik der Universität Wien. Seine Forschungsgebiete erstreckten sich hauptsächlich auf Themen der Aerosolphysik und der Biophysik.

## Leben
1966 erwarb Helmuth Horvath den Magister in Mathematik und Physik an der Universität Wien (Lehramtsprüfung) sowie anschließend den Doktortitel in Physik, ebenfalls an der Universität Wien. Von 1966 bis 1968 war er Senior Research Associate an der University of Washington in Seattle, bevor er 1969 eine Assistentenstelle an der Universität Wien bis 1975 annahm. Ein Jahr vor seiner Habilitation in Experimentalphysik an der Universität Wien im Jahre 1975 heiratete er seine Frau Ingeborg. Beruflich verblieb er an der Universität Wien, wo er ab 1975 Oberassistent, ab 1980 dann außerordentlicher Professor und von 2000 bis zur Pensionierung 2006 Professor war.
Er war von 1995 bis 2000 Vorstand des Instituts für Experimentalphysik. Neben seiner universitären Tätigkeit war er in zahlreichen nationalen und internationalen Gremien und wissenschaftlichen Vereinigungen tätig, unter anderem als Präsident der Gesellschaft für Aerosolforschung (1999–2000, 2004–2008 und 2016–2020) und der Österreichischen Biophysikalischen Gesellschaft (1998–2004).
Ab 1959 war er Mitglied der katholischen Studentenverbindung KÖHV Amelungia Wien im ÖCV.

## Werke
- Physikalische Übungsaufgaben für Biologen und Mediziner. BI-Wiss.-Verlag, Mannheim 1992.
- Biologische Physik. Hölder-Pichler-Tempsky, Wien 1988, 1. Auflage.
- Rechenmethoden und ihre Anwendung in Physik und Chemie. Bibliographisches Institut, Mannheim/Wien/Zürich 1977.